# Rui Pedro da Silva e Sousa
Rui Pedro da Silva e Sousa, noto semplicemente come Rui Pedro (Castelo de Paiva, 20 marzo 1998), è un calciatore portoghese, attaccante dell'Hatayspor.

## Caratteristiche tecniche
È un centravanti.

## Carriera

### Club
Cresciuto nelle giovanili del Porto, ha esordito in prima squadra il 3 dicembre 2016 nel match vinto 1-0 contro il Braga, subentrando a Miguel Layún al 75' e mettendo a segno la rete decisiva al 95'.

### Nazionale
Ha giocato in tutte le nazionali giovanili portoghesi comprese tra l'Under-15 e l'Under-20.

## Statistiche

### Presenze e reti nei club
Statistiche aggiornate al 22 settembre 2018.
| Stagione        | Squadra         | Campionato      | Campionato | Campionato | Coppe nazionali | Coppe nazionali | Coppe nazionali | Coppe continentali | Coppe continentali | Coppe continentali | Altre coppe | Altre coppe | Altre coppe | Totale | Totale |
| Stagione        | Squadra         | Comp            | Pres       | Reti       | Comp            | Pres            | Reti            | Comp               | Pres               | Reti               | Comp        | Pres        | Reti        | Pres   | Reti   |
| --------------- | --------------- | --------------- | ---------- | ---------- | --------------- | --------------- | --------------- | ------------------ | ------------------ | ------------------ | ----------- | ----------- | ----------- | ------ | ------ |
| 2014-2015       | Porto B         | SL              | 3          | 0          | -               | -               | -               | -                  | -                  | -                  | -           | -           | -           | 3      | 0      |
| 2015-2016       | Porto B         | SL              | 1          | 0          | -               | -               | -               | -                  | -                  | -                  | -           | -           | -           | 1      | 0      |
| 2016-2017       | Porto B         | SL              | 16         | 4          | -               | -               | -               | -                  | -                  | -                  |             | -           | -           | 16     | 4      |
| 2016-2017       | Porto           | PL              | 9          | 2          | TP+TL           | 0+3             | 0               | UCL                | 1                  | 0                  | -           | -           | -           | 13     | 2      |
| 2017-2018       | Boavista        | PL              | 19         | 1          | TP+TL           | 1+0             | 0               | -                  | -                  | -                  | -           | -           | -           | 20     | 1      |
| 2018-2019       | Porto B         | SL              | 1          | 0          | -               | -               | -               | -                  | -                  | -                  |             | -           | -           | 1      | 0      |
| Totale Porto B  | Totale Porto B  | Totale Porto B  | 21         | 4          |                 | -               | -               |                    | -                  | -                  |             | -           | -           | 21     | 4      |
| Totale carriera | Totale carriera | Totale carriera | 49         | 7          |                 | 4               | 0               |                    | 1                  | 0                  |             | -           | -           | 54     | 7      |

## Palmarès
- Segunda Liga: 1

Porto B: 2015-2016
- Campionato sloveno: 1

Olimpia Lubiana: 2022-2023
- Coppa di Slovenia: 1

Olimpia Lubiana: 2022-2023